# Can Coll (Girona)
Can Coll és una obra de Girona inclosa a l'Inventari del Patrimoni Arquitectònic de Catalunya.

## Descripció

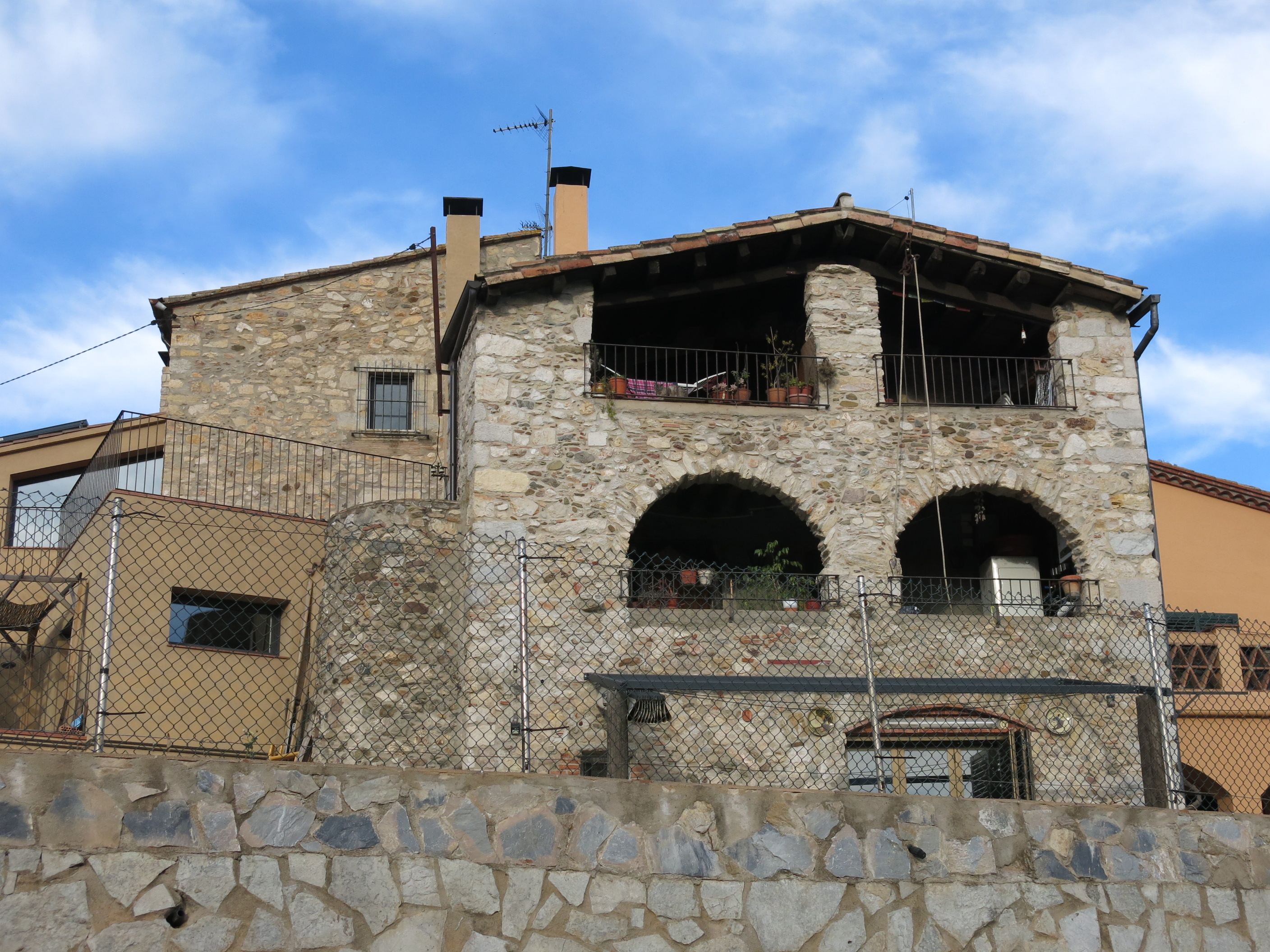
Galeria que dona al camí

És un edifici format per diversos afegits, dels quals cal ressaltar la galeria que dona al camí. És de planta baixa i dos pisos, de composició simètrica, i està formada per dos arcs de punt rodó a nivell del primer pis i un pilar central quadrangular a nivell dels badius. A la planta baixa hi ha una finestreta i una porta d'arc de mig punt. La coberta és a dues aigües, amb el carener perpendicular a la façana. Al costat esquerre hi ha un pou semicircular afegit. Està restaurada.